# Windsor Locks
Pour les articles homonymes, voir Windsor et Locks.
Windsor Locks est une ville située dans le comté de Hartford, dans l'État du Connecticut (États-Unis). Lors du recensement de 2010, sa population s’élevait à 12 498 habitants.

## Géographie
Selon le Bureau du Recensement des États-Unis, la superficie de la ville est de 9,37 milles carrés (24,27 km2), dont 9,02 milles carrés (23,36 km2) de terres et 0,34 milles carrés (0,88 km2) de plans d'eau (soit 3,7 %).

## Histoire

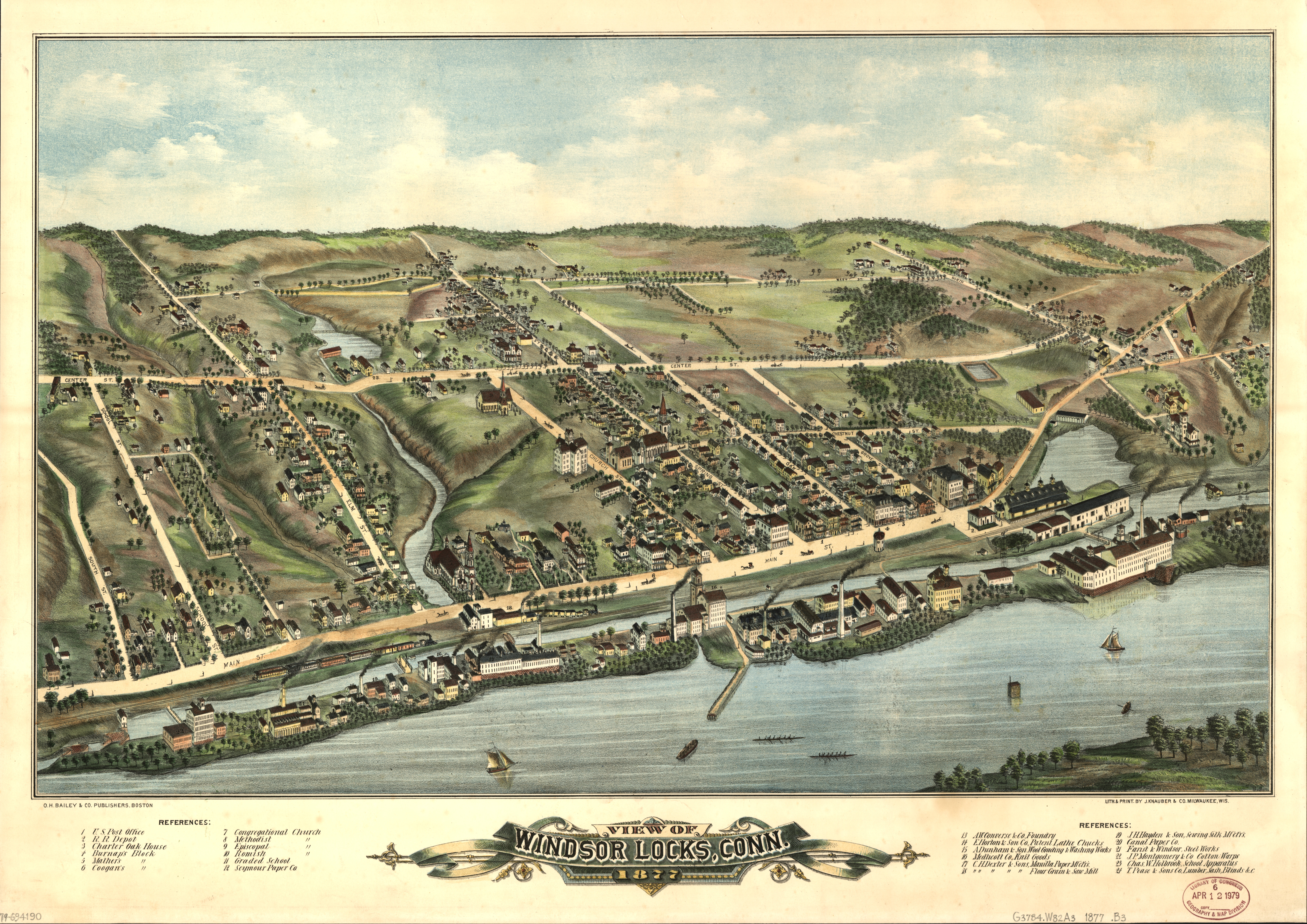
Vue de Windsor Locks vers 1877.

D'abord appelée Pine Meadow ou Enfield Falls, la localité adopte son nom actuel lors de la construction du Enfield Falls Canal (en) en 1829 (« locks » signifie « écluses » en anglais). Windsor Locks devient une municipalité en 1854, en se séparant de Windsor.

## Démographie
D'après le recensement de 2000, il y avait 12 043 habitants, 4 935 ménages, et 3 306 familles dans la ville. La densité de population était de 514,9 hab/km2. Il y avait 5 101 maisons avec une densité de 218,1 maisons/km2. La décomposition ethnique de la population était : 92,47 % blancs ; 2,67 % noirs ; 0,12 % amérindiens ; 2,57 % asiatiques ; 0,00 % natifs des îles du Pacifique ; 0,75 % des autres races ; 1,42 % de deux ou plus races. 2,22 % de la population était hispanique ou Latino de n'importe quelle race.
Il y avait 4 935 ménages, dont 29,3 % avaient des enfants de moins de 18 ans, 50,9 % étaient des couples mariés, 11,7 % avaient une femme qui était parent isolé, et 33,0 % étaient des ménages non-familiaux. 27,0 % des ménages étaient constitués de personnes seules et 11,3 % de personnes seules de 65 ans ou plus. Le ménage moyen comportait 2,43 personnes et la famille moyenne avait 2,97 personnes.
Dans la ville la pyramide des âges était 23,7 % en dessous de 18 ans, 6,2 % de 18 à 24, 31,2 % de 25 à 44, 22,5 % de 45 à 64, et 16,5 % qui avaient 65 ans ou plus. L'âge médian était 39 ans. Pour 100 femmes, il y avait 94,2 hommes. Pour 100 femmes de 18 ans ou plus, il y avait 92,1 hommes.
Le revenu médian par ménage de la ville était 48 837 dollars US, et le revenu médian par famille était $59 054. Les hommes avaient un revenu médian de $41 179 contre $33 641 pour les femmes. Le revenu par habitant de la ville était $23 079. 4,4 % des habitants et 3,3 % des familles vivaient sous le seuil de pauvreté. 4,5 % des personnes de moins de 18 ans et 4,7 % des personnes de plus de 65 ans vivaient sous le seuil de pauvreté.
| 1860  | 1870  | 1880  | 1890  | 1900  | 1910  |
| ----- | ----- | ----- | ----- | ----- | ----- |
| 1 587 | 2 154 | 2 332 | 2 758 | 3 062 | 3 715 |

| 1920  | 1930  | 1940  | 1950  | 1960   | 1970   |
| ----- | ----- | ----- | ----- | ------ | ------ |
| 3 554 | 4 073 | 4 347 | 5 221 | 11 411 | 15 080 |

| 1980   | 1990   | 2000   | 2010   | - | - |
| ------ | ------ | ------ | ------ | - | - |
| 12 190 | 12 358 | 12 043 | 12 498 | - | - |

## Économie
Windsor Locks possède un aéroport (Aéroport international Bradley code AITA : BDL).